# Justo Rufino Barrios Auyón
Justo Rufino Barrios Auyón (San Marcos, 19 de julho de 1835 – Chalchuapa, 2 de abril de 1885) foi Presidente da Guatemala de 4 de junho de 1873 até à data da sua morte.

## Vida

### Origem e início de carreira
Justo Rufino Barrios era filho de um rico fazendeiro do departamento de San Marcos. Ele completou sua educação escolar em San Marcos, Quetzaltenango e, mais recentemente, na Cidade da Guatemala. Ele então estudou direito na Universidade San Carlos de Guatemala. Depois de completar seus estudos em 1862, ele trabalhou como notário em San Marcos por alguns anos. Por causa de sua visão liberal e um caso de amor com a filha do chefe da administração (corregedor) do departamento de San Marcos, Barrios logo entrou em conflito com as autoridades locais e retirou-se para sua propriedade "Malacate".

### A revolução liberal
A partir de 1867, Barrios reuniu um grupo de pessoas com idéias semelhantes e iniciou uma guerra de guerrilha contra o governo conservador do presidente Vicente Cerna Sandoval. Depois de ter um sucesso apenas moderado no início, ele se juntou ao grupo do marechal de campo liberal Serapio Cruz em 1869 , que também havia lutado contra o governo conservador por vários anos. Quando a revolta foi esmagada pelas forças do governo no início de 1870 e Cruz foi executado, Barrios fugiu para o México. Lá conheceu Miguel García Granados, com quem montou uma força armada liberal em Chiapas com o apoio de Benito Juárez .
Em 1871 Barrios e García Granados marcharam com suas tropas para a Guatemala. Eles obtiveram várias vitórias contra as tropas do governo sob o comando pessoal de Cernas, nas quais Barrios provou ser um líder militar corajoso e taticamente habilidoso. Em 30 de junho de 1871, eles tomaram a Cidade da Guatemala e provocaram a derrubada do governo de Cerna. No subsequente governo provisório de Miguel García Granados Barrios foi Comandante Supremo do Exército e primeiro deputado do Presidente. No entanto, ele logo se desentendeu politicamente com García Granados, pois suas reformas não foram longe o suficiente para ele.

### A Presidência
Em 1873 Barrios ganhou a eleição presidencial para o Partido Liberal. Como presidente, ele realizou reformas radicais. Estes se voltaram principalmente contra a influência da Igreja Católica. Por exemplo, ele expulsou todas as ordens eclesiásticas do país e nacionalizou suas propriedades. Muitos dos antigos mosteiros tornaram-se edifícios públicos, por exemplo o mosteiro franciscano como agência dos correios e o mosteiro capuchinho como quartel-general da polícia. Ele também aboliu a jurisdição eclesiástica e reduziu a influência da igreja na educação, introduzindo escolas públicas.
Barrios fundou o Banco Nacional de Guatemala em 1874 e a Biblioteca Nacional em 1879. Ele introduziu o recrutamento geral, uma estrutura de exército em todo o país e um cadastro central. Em 1879, a primeira constituição da Guatemala foi aprovada. Isso entrou em vigor um ano depois. Apesar de sua atitude liberal e moderna, seu estilo de governo era muito autoritário. Vários oponentes políticos tiveram que deixar o país e ir para o exílio sob seu governo.
Em 1879, Barrios foi reeleito por mais seis anos. Nesse segundo mandato, entre outras coisas, a primeira linha ferroviária do país entre Puerto San José, na costa do Pacífico, e a Cidade da Guatemala foi construída entre 1880 e 1884 . Além disso, um decreto de 1883 lançou as bases para a construção da linha ferroviária na costa atlântica de Puerto Barrios (que, no entanto, não foi concluída até 1908).
Em 1882, por instigação de Barrios, foi concluído o Tratado Herrera-Mariscal entre a Guatemala e o México. Com este contrato, a Guatemala renunciou (sem indenização) à área de Soconusco, disputada entre os dois países desde 1823, e ao pagamento dos empréstimos.

### A Confederação
Como a maioria dos liberais na América Central, Barrios defendeu a restauração da Confederação Centro-americana. Este foi um dos temas centrais de seu segundo mandato. Depois que inúmeras negociações não levaram a um resultado, Barrios decidiu criar fatos. De acordo com os Presidentes de El Salvador e Honduras, Rafael Zaldívar e Luis Bográn Barahona, ele declarou com um decreto de 6 de março de 1885 que a Confederação Centro-americana restaurou e se nomeou Comandante em Chefe do Exército Confederado. Poucos dias depois, no entanto, o presidente salvadorenho Zaldívar mudou de ideia e se manifestou contra a confederação. Isso levou aos primeiros confrontos armados entre Guatemala e El Salvador em 30 de março. Barrios caiu em 2 de abril na Batalha de Chalchuapa, na qual liderou as forças guatemaltecas. Com ele morreu também o plano de restauração da Confederação Centro-americana.